# Nagy Barbara (labdarúgó)
Nagy Barbara (Budapest, 1990. április 19. –) válogatott magyar labdarúgó, csatár. Jelenleg a Hegyvidék SE labdarúgója.

## Pályafutása

### Klubcsapatban
2003-ban a Mende KSK csapatában kezdte a labdarúgást. 2005-ben igazolta le az MTK és rögtön az élvonalban is bemutatkozott, de 2007-ig többnyire az ifjúsági csapatban szerepelt, először az Íris-Budapestnek, majd a Budapest Honvéd csapatában játszott kölcsönjátékosként. A 2007–08-as idényben ismét az MTK játékosa volt, majd a másodosztályú Hegyvidék SE csapatához igazolt.

### A válogatottban
2009-ben egy alkalommal szerepelt a válogatottban.

## Sikerei, díjai
- Magyar bajnokság
  - 2.: 2005–06
  - 3.: 2006–07, 2007–08
- Magyar kupa
  - győztes: 2006
  - döntős: 2008

## Statisztika

### Mérkőzése a válogatottban
| Magyarország | Magyarország        | Magyarország | Magyarország | Magyarország | Magyarország | Magyarország | Magyarország | Magyarország |
| #            | Dátum               | Helyszín     | Hazai        | Eredmény     | Vendég       | Kiírás       | Gólok        | Esemény      |
| ------------ | ------------------- | ------------ | ------------ | ------------ | ------------ | ------------ | ------------ | ------------ |
| 1.           | 2009. szeptember 2. | Hajdújárás   | Szerbia      | 1 – 8        | Magyarország | barátságos   | -            | 71'          |
|              | Összesen            |              |              | 1            | mérkőzés     |              | 0            | gól          |